# Samus Aran

Samus Aran er en fiktiv dusørjægerfigur i Metroid, som blev først set i 1986. Samus er den første superheltinde i Nintendo og er en af de mest populære superhelte i Nintendo. Hun vises også i Super Smash Bros.

## Karakter
Samus er en kvindelig dusørjæger med gult hår, som redder mange andre planeter og rummet. Hun blev skabt af Makoto Kano og designet af Hiroji Kiyotake. I 1985 fik Yoshio Sakamoto en ide til, hvordan en superhelt skulle se ud. Yoshio sagde, "Hey vil det ikke være sejt, hvis det viser en kvinde i slutningen". Dette var alle arbejderne meget enige i. Samus er løst baseret på Sigourney Weaver fra Alien og skuespillerinden Kim Basinger fra My Stepmother is an Alien. Samus' efternavn er hentet fra den berømte fodboldspiller Pele

### Power Suit
Samus Aran har en metaldragt, der kaldes power suit, der er en høj, orange dragt, som har en kanonarm i højre side. Samus' power suit er 1,91 cm. høj og vejer 198 kilo. Der er mange forskellige power suits i Metroid.

## Baggrund
Samus Aran er datter til Rodney Aran og Virginia Aran. Hendes forældre blev myrdet af den onde Ridley. Samus blev senere adopter af kommandørkaptajn, Adam Malkovich.
 Der er for få eller ingen kildehenvisninger i denne artikel, hvilket er et problem. Du kan hjælpe ved at angive troværdige kilder til de påstande, som fremføres i artiklen.

| Biografi | Spire Denne biografi er en spire som bør udbygges. Du er velkommen til at hjælpe Wikipedia ved at udvide den. |